# Municipio de Bald Mountain
El municipio de Bald Mountain (en inglés: Bald Mountain Township) es un municipio ubicado en el  condado de Watauga en el estado estadounidense de Carolina del Norte. En el año 2010 tenía una población de 619 habitantes.

## Geografía
El municipio de Bald Mountain se encuentra ubicado en las coordenadas 36°17′49.46″N 81°36′4.38″O / 36.2970722, -81.6012167.